# Ken Burns
Ken Burns (New York, 29 juli 1953) is een Amerikaanse documentairemaker. Ken Burns heeft onder andere de documentaireseries The Civil War, The War en The Vietnam War geregisseerd. Zijn broer Ric Burns is ook een documentaireregisseur. Zij hebben onder andere samengewerkt bij het maken van The Civil War.
The Civil War heeft meer dan 40 grote prijzen gewonnen, inclusief twee Emmy Awards, twee Grammy Awards en de Producer of the Year Award van de Producers Guild of America. De serie Baseball ontving in 1995 een Emmy Award en de film The National Parks: America's Best Idea kreeg dezelfde prijs in 2010.

## Filmografie
- Brooklyn Bridge (1981)
- The Shakers: Hands to Work, Hearts to God (1984)
- The Statue of Liberty (1985)
- Huey Long (1985)
- The Congress (1988)
- Thomas Hart Benton (1988)
- The Civil War (1990; 9 afleveringen)
- Empire of the Air: The Men Who Made Radio (1991)
- Baseball (1994; 9 afleveringen)
- Thomas Jefferson (1997)
- Lewis & Clark: The Journey of the Corps of Discovery (1997)
- Frank Lloyd Wright (1998, met Lynn Novick)
- Not For Ourselves Alone: Elizabeth Cady Stanton and Susan B. Anthony (1999)
- Jazz (2001; 10 afleveringen)
- Mark Twain (2001)
- Horatio's Drive (2003)
- Unforgivable Blackness: The Rise and Fall of Jack Johnson (2005)
- The War (2007, met Lynn Novick; 7 afleveringen)
- The National Parks: America's Best Idea (2009; 6 afleveringen)
- Prohibition (2011, met Lynn Novick; 3 afleveringen)
- The Dust Bowl (2012; 4 afleveringen)
- The Central Park Five (2012, met Sarah Burns en David McMahon)
- Yosemite: A Gathering of Spirit (2013)
- The Address (2014)
- The Roosevelts: An Intimate History (2014; 7 afleveringen)
- Jackie Robinson (2016, met Sarah Burns en David McMahon)
- Defying the Nazis: The Sharps' War (2016)
- The Vietnam War (2017, met Lynn Novick; 10 afleveringen)
- The Mayo Clinic: Faith - Hope - Science (2018, met Erik Ewers en Christopher Loren Ewers)

Korte films
- William Segal (1992)
- Vezelay (1996)
- In the Marketplace (2000)

Als uitvoerend producent
- The West (1996)
- Cancer: The Emperor of All Maladies (2015)

- Bibsys: 90599703
- Bibliothèque nationale de France: cb135922699 (data)
- Catàleg d'autoritats de noms i títols de Catalunya: 981058610429706706
- CiNii: DA08794564
- Gemeinsame Normdatei: 124213944
- International Standard Name Identifier: 0000 0001 0880 1775
- Library of Congress Control Number: n91020856
- Nationale Bibliotheek van Letland: 000009183
- MusicBrainz: 9e5e41c7-4ec2-4e18-b210-0241c666b462
- Nationale Bibliotheek van Tsjechië: mzk2005278345
- Nationale bibliotheek van Australië: 35942167
- Nationale Bibliotheek van Israël: 987007304730805171
- Nationale en Universitaire bibliotheek Zagreb: 000385944
- Nederlandse Thesaurus van Auteursnamen: 09700443X
- RKD-Nederlands Instituut voor Kunstgeschiedenis: 424439
- SNAC: w60v8sg8
- Système universitaire de documentation: 050510487
- Trove: 1156535
- Union List of Artist Names: 500250815
- Virtual International Authority File: 24771550
- WorldCat: E39PBJymGv6xMdcX3dQdb48KVC